# Hermann Ingram

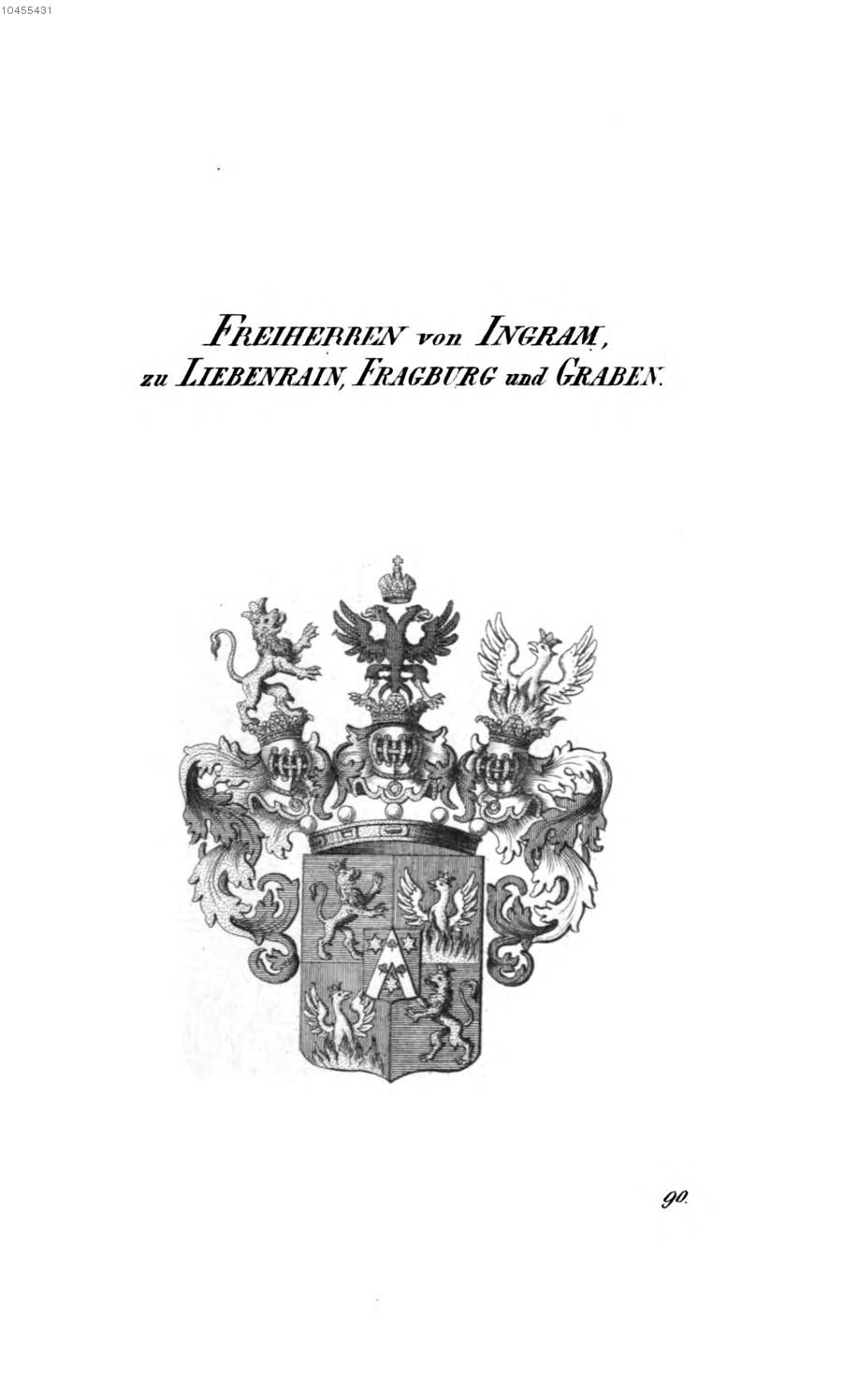
Wappen der Ingram zu Liebenrain

Hermann Ingram (geboren als Hermann Ritter von Ingram zur Liebenrain und Fragburg  3. November 1903 in Wien, Österreich-Ungarn; gestorben 22. April 1995 in Salzburg) war ein österreichischer Kommunalpolitiker und Wehrmachtsoffizier, der im Zweiten Weltkrieg am Kunstraub beteiligt war.

## Leben
Hermann Ritter von Ingram stammte aus dem Tiroler Adelsgeschlecht Ingram von Liebenrain, Fragsburg und Graben. Ingram wurde als Sohn eines Finanzbeamten geboren. Er besuchte die Schule in Graz und Marburg an der Drau und das Realgymnasium in Fürstenfeld. Er verlor 1919 mit dem österreichischen Adelsaufhebungsgesetz die Adelsprivilegien. 1920 trat er in den Staatsdienst ein und wurde 1927 verbeamtet.
Ingram trat zum 16. März 1932 der NSDAP bei (Mitgliedsnummer 897.778), weshalb er später aus dem Staatsdienst entlassen wurde und im Lager Messendorf inhaftiert wurde. Er floh ins Deutsche Reich und besuchte die Reichsführerschule der NSDAP in Bernau, die Hochschule für Politik in Berlin und wurde 1936 Reichsstellenleiter und Schulungsleiter in der Reichsleitung der NSDAP.
Bei Beginn des Zweiten Weltkriegs war er als Wehrmachtsunteroffizier am Überfall auf Polen beteiligt. Im Westfeldzug wurde er im Juni 1940 mit dem Ritterkreuz des Eisernen Kreuzes ausgezeichnet. Ingram wurde danach Mitarbeiter im Zentralamt des Einsatzstabes Reichsleiter Rosenberg (ERR) im Außenpolitischen Amt der NSDAP. Am 1. November 1940 trat er der SS bei (SS-Nummer 426.548).
Ingram hielt sich 1941 im Rang eines Leutnants als Führer eines Sonderkommandos im eroberten Griechenland auf, drangsalierte laut eigenen Berichten die jüdische Bevölkerung Griechenlands und raubte Kulturgüter und Wertgegenstände. Die von ihm beschlagnahmten Mitgliederverzeichnisse der jüdischen Gemeinden dienten 1943 der SS bei der Deportation in die deutschen Konzentrationslager. Ingram begleitete den Byzantinisten Franz Dölger bei dessen Athosexpedition (2. bis 31. Juli 1941).
Ab September 1941 fungierte er als Oberstabseinsatzführer (Rang eines SS-Obersturmbannführers) und Hauptabteilungsleiter des ERR in Berlin. Im April 1942 übernahm er als Leiter des Referats Südosten die Außenstelle des ERR in Zagreb. Er war dann im besetzten Paris eingesetzt und heiratete die für den ERR arbeitende Kunsthistorikerin Anne-Marie von Tomforde (1916–1999), sie haben ein Kind.
Bei Kriegsende wurde Ingram im Lager Glasenbach interniert. Er wurde danach Bankbeamter und Prokurist beim Bankhaus Spängler in Salzburg. Er war zunächst in der Partei Verband der Unabhängigen aktiv und war von 1957 bis 1967 als Mitglied der FPÖ Gemeinderatsmitglied in Salzburg und wirkte dort als Klubsprecher bei Straßenneubenennungen.

## Schriften (Auswahl)
- Hermann von Ingram: Bericht: Struktur des Judentums in Griechenland, 15. November 1941. In: Die Verfolgung und Ermordung der europäischen Juden durch das nationalsozialistische Deutschland 1933–1945, Band 14, 2017, Dok. 208, S. 535–542